# طاووس طوقی
طاووس طوقی (نام علمی: Papilio torquatus) نام یک گونه از سرده فرانه‌ها است.